# Завадская, Екатерина Павловна
Екатерина Павловна Завадская (укр. Катерина Павлівна Завадська; род. 3 октября 1958, пгт. Козова, Тернопольская область) — украинский государственный деятель, депутат Верховной рады Украины I созыва (1990—1994).

## Биография
Родился 3 октября 1958 года в посёлке городского типа Козова Тернопольской области в рабочей семье.
В 1979 году окончила Полтавский педагогический институт в 1979 году по специальности «учитель истории». С 1979 года работала учителем истории Андреевской средней школы Хорольского района Полтавской области. С 1980 года была учителем истории Купчинецкой средней Козовского района Тернопольской области, с 1984 года работала воспитателем группы продлённого дня Козовской средней школы № 1.
В 1990 году в ходе первых альтернативных парламентских выборов в Украинской ССР была выдвинута кандидатом в народные депутаты, 4 марта 1990 года в первом туре была избрана народным депутатом Верховного совета Украинской ССР XII созыва (в дальнейшем — Верховной рады Украины I созыва) от Зборовского избирательного округа № 359 Тернопольского района, набрал 72,84 % голосов среди 2 кандидатов. В парламенте входила в депутатскую группу «Народная рада» и во фракцию Народного руха Украины, являлась членом подкомитета по вопросам охраны здоровья и прав ребёнка Комиссии по делам женщин, охраны семьи, материнства и детства. Депутатские полномочия истекли 10 мая 1994 года.
Замужем, имеет двоих детей.